# Tribolodon ezoe
Tribolodon ezoe és una espècie de peix cipriniforme de la família dels ciprínids.

## Morfologia
Els mascles poden assolir els 43 cm de longitud total.

## Distribució geogràfica
Es troba al Japó i a l'illa de Sakhalín.